# Mathias Kanda
Mathias Kanda (ur. 2 czerwca 1942 w Chivhu, zm. 30 października 2009) – zimbabwejski lekkoatleta, długodystansowiec.
Podczas Letnich Igrzysk Olimpijskich 1964 w Tokio zajął 51. miejsce w maratonie z czasem 2:41:09,0.